# Guy Oliver Nickalls
Guy Oliver Nickalls (4. april 1899 - 26. april 1974) var en engelsk roer og dobbelt olympisk medaljevinder.
Nickalls var med i den britiske otter, der vandt sølv ved OL 1920 i Antwerpen. Briterne blev i finalen besejret af USA, mens Norge vandt bronze. Otte år senere, ved OL 1928 i Amsterdam, var han igen med i båden, der endnu engang vandt sølv, igen kun slået af USA.

## OL-medaljer
- 1920:  Sølv i otter
- 1928:  Sølv i otter